# NGC 3247
NGC 3247 is een open sterrenhoop in een emissienevel in het sterrenbeeld Kiel. Het hemelobject werd op 1 april 1834 ontdekt door de Engelse astronoom John Herschel.

## Synoniemen
- 809 OCL
- ESO 127-SC19